# Sesamothamnus guerichii
Sesamothamnus guerichii är en sesamväxtart som först beskrevs av Adolf Engler, och fick sitt nu gällande namn av Eileen Adelaide Bruce. Sesamothamnus guerichii ingår i släktet Sesamothamnus och familjen sesamväxter. Inga underarter finns listade i Catalogue of Life.